# Olof Sundel (tecknare)
Olof Sundel, född 1802, död 23 april 1864 i Stockholm, var en svensk litograf och porträtttecknare.
Han var gift med Carolina Olivia Rechardt. Sundel var en erkänt framstående litograf och hans porträtt av naturdoktorn Maria Jansson (Kisa-Mor) är återutgivet i Allhems landskapsbok Östergötland 1958.  